# ميركوري
ميركوري كانت جزء من شركة فورد وقد تأسست الشركة عام 1939. م من قبل ادسل فورد، نجل هنري فورد، وكان الغرض من تصنيع هذه السيارة ملء الفجوة في إنتاج الشركة بين طرازات فورد الشعبية ولنكولن الفاخرة، أسوة بفرعي بويك وأولدزموبيل في جنرال موتورز.

## التاريخ
ظل قسم مركوري قسماً مستقلاً في شركة فورد حتى عام 1945، وأصبحت أكثر السيارات شعبية في عام 1960 وخاصة بعد غياب سيارات ادسل.
خلال العشرة اعوام بين 1940 وعام 1950 كانت ميركوري في اوجها. وفي أواخر 1950، وخلال اعوام 1960 م و1970م عرضت ميركوري نماذج مختلفة من سياراتها مثل كروز تثرنبيك، وبارك لين، وكوجار وماركيز.و بلغت مبيعات ميركوري ذروتها في عام 1978وكانت تعادل حوالي 580,000 سيارة و 480,000 سيارة سنة 1993.م، ثم بدأت المبيعات بالانخفاض لأكثر من النصف حوالي 200,000 سنويا.استخدمت سيارة ميركوري في الكثير من الإعلانات التجارية وكذلك في العديد من الأفلام والفيديوهات لبعض الأغاني وخاصة في الولايات المتحدة الأمريكية.

## الشعار

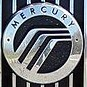
شعار سيارة ميركوري Mercury Sable.

كان الشعار الأول لماركة ميركوري يحمل الاسم نفسه وهو، الإله الروماني ميركوري.وكان استخدامه في بداية انطلاقة ميركوري.
وأصبح بعدها بفترة قصيرة الشعار بسيط كحرف "M" مع خطوط أفقية تمتد إلى الخارج من الجزء السفلي من في كل اتجاه.
استبدل الشعار في عام 1980.م بما عرف مجازاً بالشلال، وكان عباره عن ثلاثة خطوط أفقية داخل دائره، ثم تنحني هذه الخطوط لأسفل بزاويه 45 درجه تقريباً في النصف الأيسر للدائره، وعرض على موديل سيارات ميركوري توباز سنة 1984، حيث كتبة كلمة «ميركوري» على الجزء العلوي من الشعار.

## نماذج ميركوري الحالية

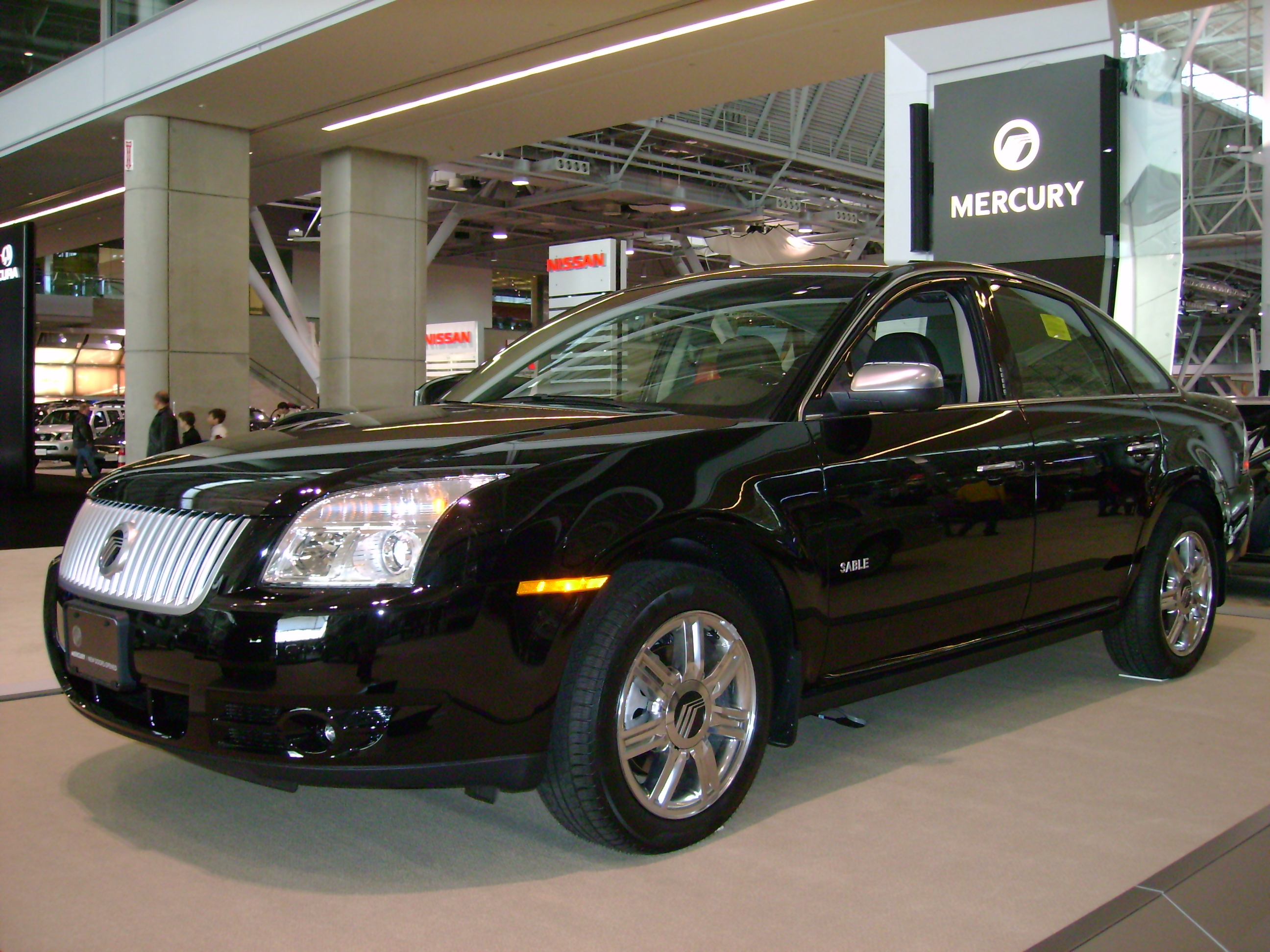
2008 ميركوري سابل الوزير 2008

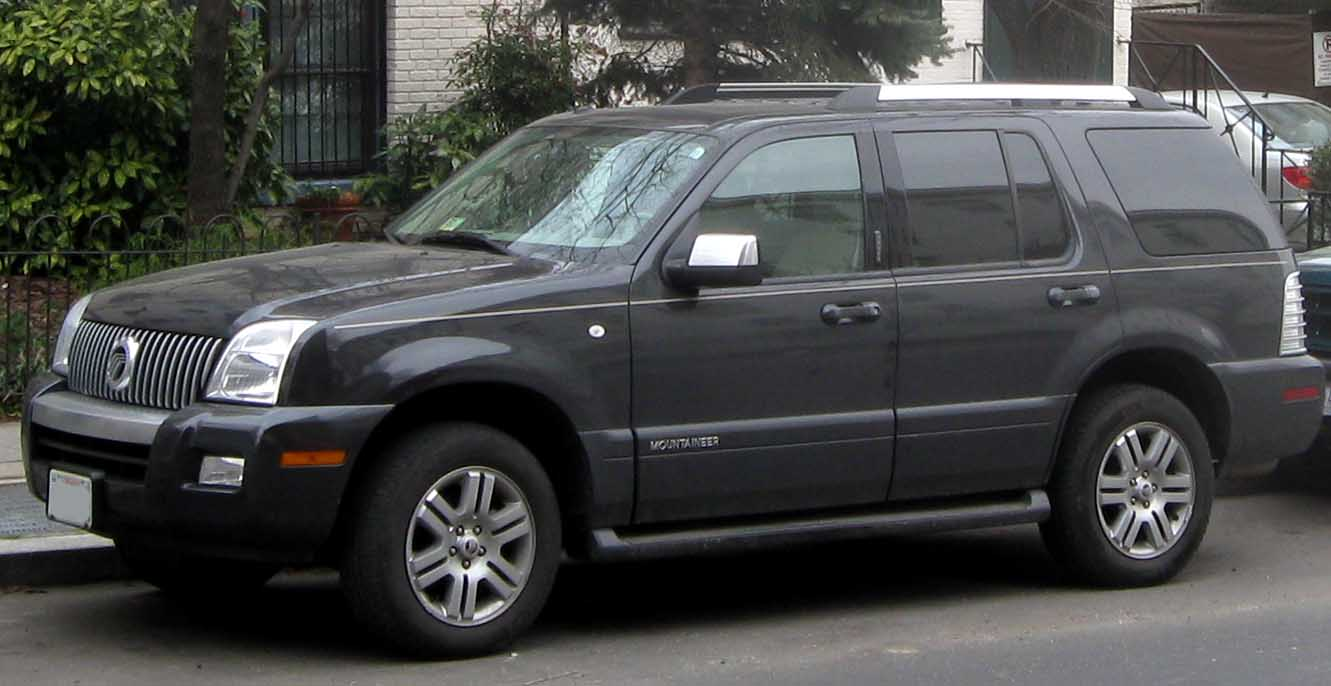
ميركوري مونتنير 2010 - 2006

- ميركوري جراند ماركيز (1983 إلى 2011).
- ميركوري مارينر (2005 إلى 2011).
- ميركوري ميلان (2006 إلى 2011).
- اميركوري ماونتينير (1997 إلى 2010).
- ميركوري اللص (2003-2004)..
- ميركوري من طراز كوجار من السيارة الكوبيه الرياضية (1967-1997، 1999-2002).
- ميركوري فيلجير مينيفان (1993-2002).
- ميركوري منتيجو (2005-2007).
- ميركوري مونتيري ميني فان (2004-2007).
- ميركوري سابل (1986-2005، 2008-2009).
- ميركوري فيليجير (1993-2002).
- ميركوري جراند ماركيز (ينتج فقط في كندا والمكسيك).

## النماذج السابقة
- ميركوري بوبكات (1975-1980).
- ميركوري بروجهام (1967-1968).

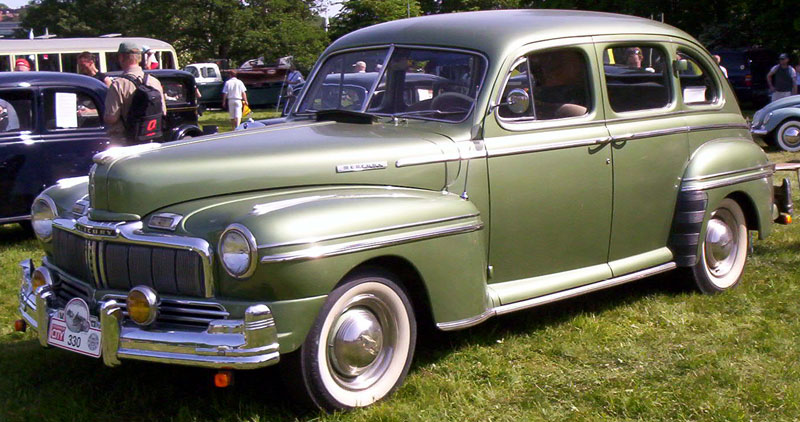
ميركوري تاون سيدان 1947

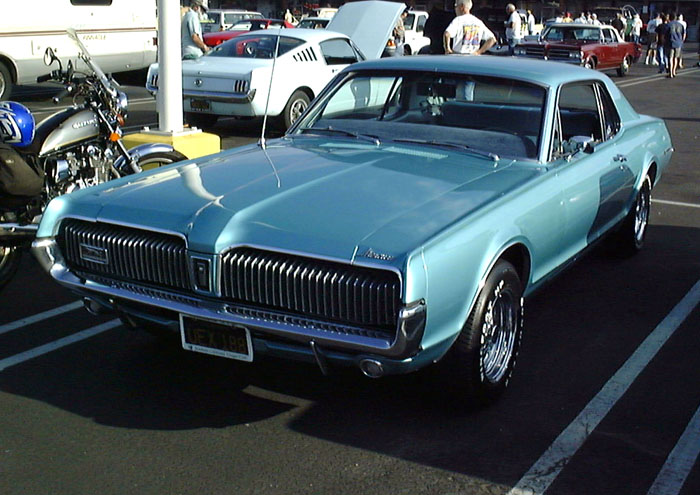
الجيل الأول من ميركوري طراز كوجار

- ميركوري كابري (1979-1986، 1991-1994).
- ميركوري كولوني بارك (1957-1991).
- ميركوري كوميت (1960-1977).
- ميركوري كوموتر (1957-1968).
- ميركوري كوجار (1967-1997، 1999-2002).
- ميركوري كوستوم (1956).
- ميركوري سيكلون (1964-1972).
- ميركوري ثمانية.
- ميركوري جراند مونارتش جيا (1975-1976).
- ميركوري ال ان7 (1982-1983)..
- ميركوري لينكس (1981-1987).
- ميركوري ام سيريس (1946-1968، إنتاج كندا).
- ميركوري مورادر (1963 1 / 2 -1965، 1969-1970 و 2003-2004).
- ميركوري ماركيز (1967-1986).

## معرض صور

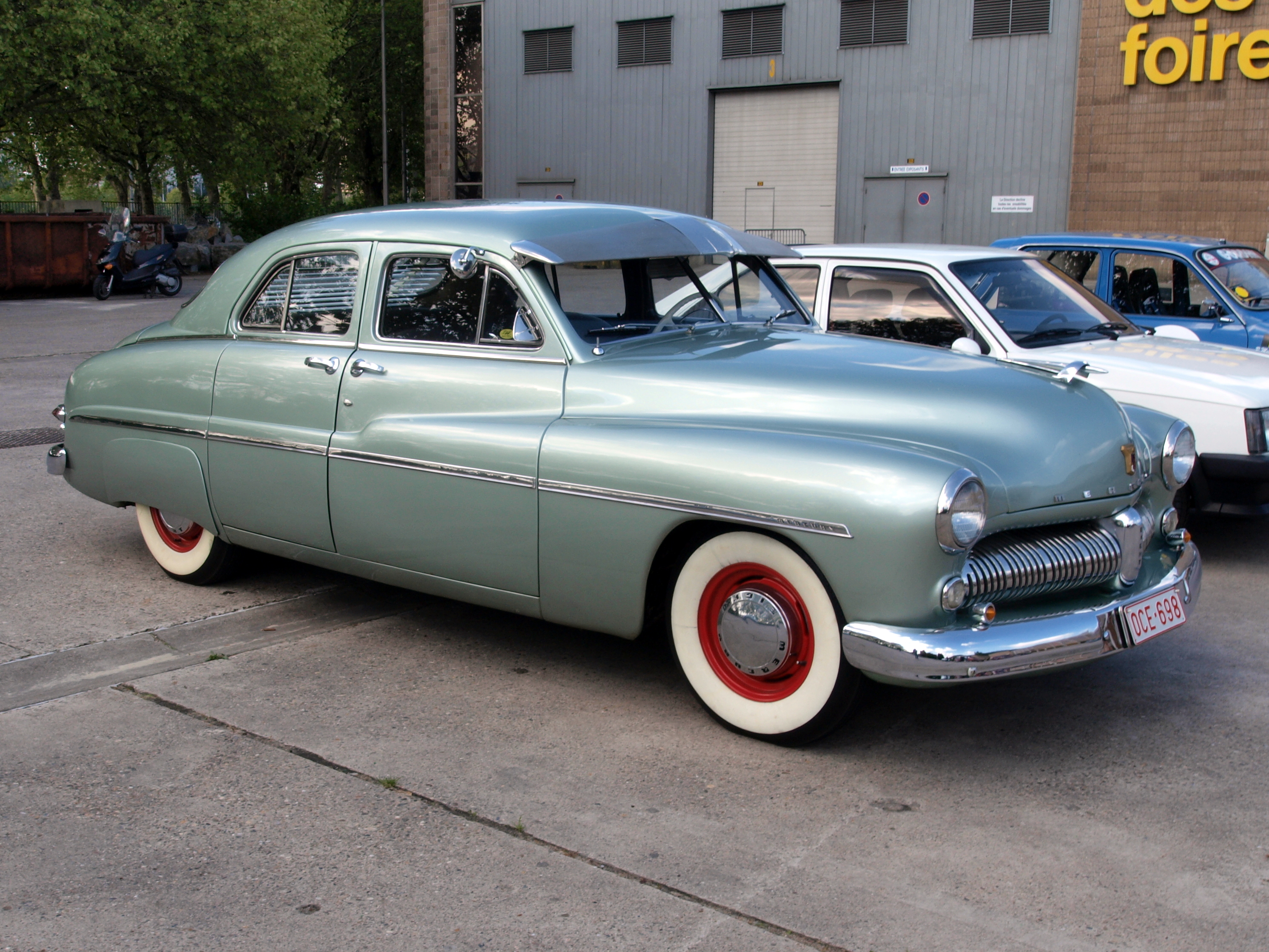
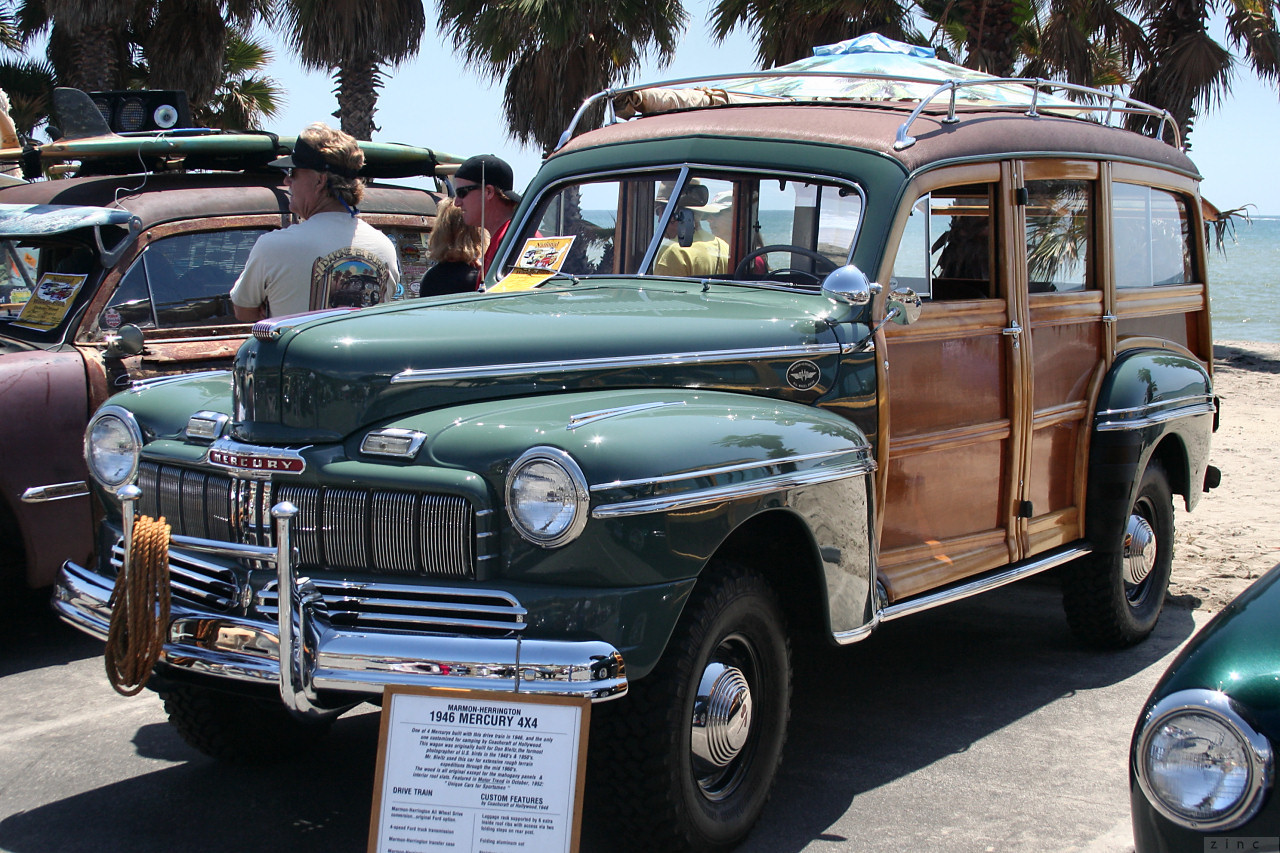
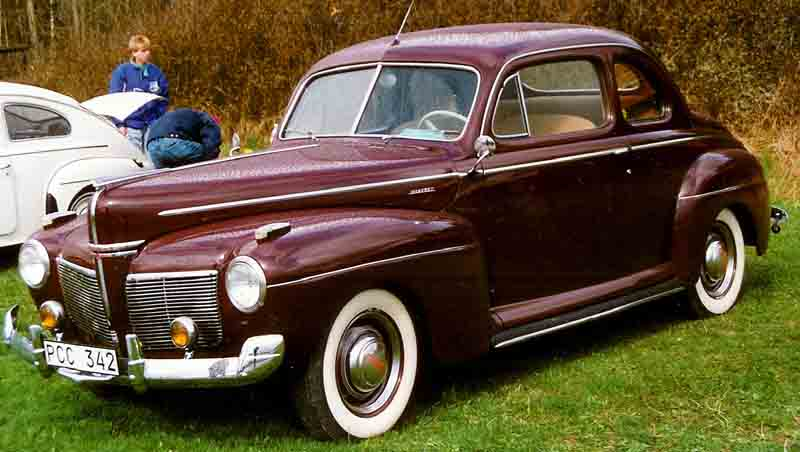
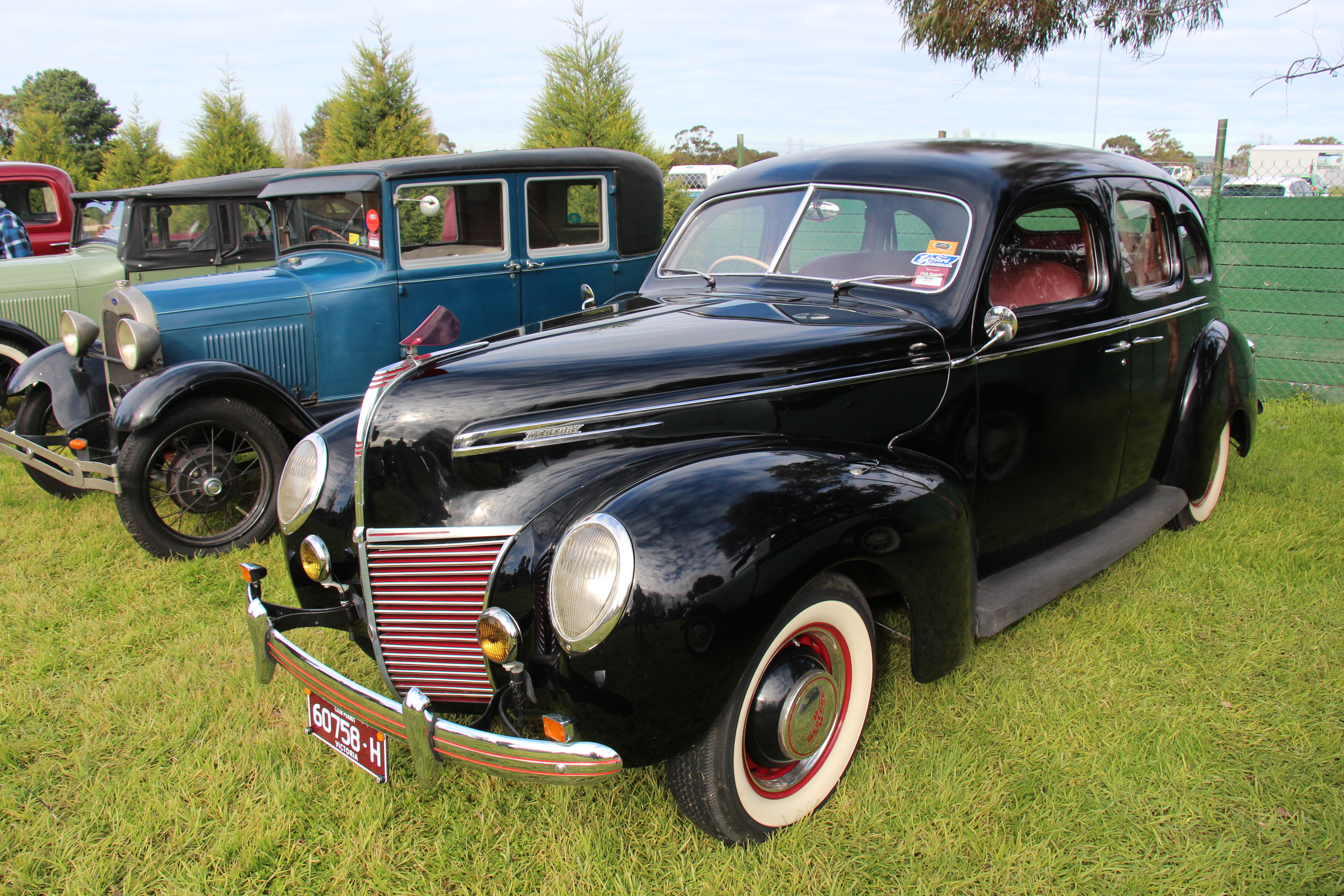